# ニコン慰安婦写真展中止事件
ニコン慰安婦写真展中止事件（ニコンいあんふしゃしんてんちゅうしじけん）とは、2012年にニコンの運営する東京と大阪のニコンサロンで開催が予定されていた、従軍慰安婦の写真展が、5月にニコン側からの通告で中止となった事件。
主催者である安世鴻は写真展開催のため、東京地裁に仮処分を申し立てた結果、東京地裁はこれを認め、ニコンに写真展示場を使用させることを命じ、東京での写真展は実現した。しかし、大阪のニコンサロンでの写真展はニコンから拒否されたため、別のギャラリーで開催されることとなった。ニコンによると諸般の事情により中止となったとのことであり明らかにされていないが、在日特権を許さない市民の会や主権回復を目指す会からの抗議、ネット上でのニコン製品不買運動が原因と報道された。
2012年12月25日、安世鴻がニコンに対して1400万円の損害賠償を求める訴訟を東京地裁に起こした。
2015年12月25日、東京地裁は写真家勝訴の判決を下した。裁判長は「ニコンの対応に正当な理由はなく、不法行為に当たる」と述べ、110万円の支払いを命じた。